# Bode (kráter)

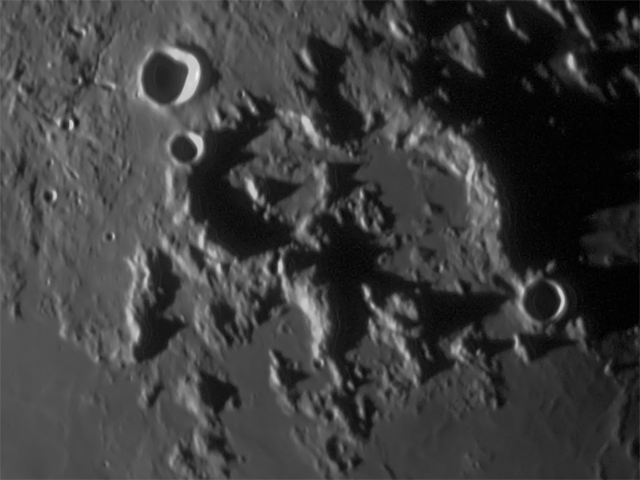
Kráter Pallas se středovým vrcholkem (větší kráter vlevo). Severozápadně od něj leží menší kráter Bode.

Bode je malý měsíční kráter nacházející se na přivrácené straně Měsíce nedaleko Sinus Medii (Záliv středu). Má průměr 18,6 km, pojmenován je podle německého astronoma Johanna Elerta Bodeho.
Jihovýchodně od něj leží dvojice rozrušených kráterů Murchison a Pallas. Severozápadně se nachází soustava brázd Rimae Bode.